# Colette M. Schmidt
Colette M. Schmidt (* 1971 in Kitchener (Ontario), Kanada) ist eine kanadisch-österreichische Autorin und Journalistin mit den Schwerpunkten Politik, Extremismus, Zeitgeschichte, Menschenrechte und Kunst. Sie ist Redakteurin der Tageszeitung Der Standard.

## Leben
Schmidt wurde in Kanada als Tochter einer Kanadierin und eines Österreichers geboren. Sie kam als Kind mit ihrer Familie nach Graz, wo sie das Sacré Coeur Graz besuchte. Schmidt studierte an der Universität Graz Germanistik und die Fächerkombination ‘‘Bühne, Film und andere Medien‘‘ und schloss mit dem akademischen Grad Magister ab. Sie lebt in Wien.

## Journalistische Karriere
Während des Studiums begann Schmidt 1990 für die Kulturredaktion der Kleinen Zeitung über Bildende Kunst und Theater zu berichten. Von 1994 bis 2017 arbeitete sie für die Steiermark-Redaktion des „Standard“ in Graz, wo sie über Kultur, Politik und Chronikales schrieb. In diese Zeit fallen auch Interviews mit Persönlichkeiten wie Margaret Atwood, Gioconda Belli, Billy Bragg, Christoph Schlingensief, Chantal Mouffe und Colin Crouch. 2017 wechselte Schmidt nach Wien, wo sie Redakteurin für Chronik und Innenpolitik ist und Beiträge für die Rubrik "TV Tagebuch" und den Blog "Unter Wienern" schreibt.
Die Journalistin hat sich in etlichen investigativen Artikeln mit dem österreichischen Rechtsextremismus beschäftigt. Dafür war sie wiederholt Anfeindungen durch das rechte Lager ausgesetzt. Bei politischen und kulturellen Diskussionen und Veranstaltungen in Österreich tritt sie regelmäßig als Moderatorin auf.
2019 wurde Schmidt zur Betriebsrats-Vorsitzenden der Standard Verlagsgesellschaft m.b.H. gewählt.

## Tätigkeit als Autorin
Seit 1997 ist Schmidt als Autorin im Autoren-Kollektiv „Eigenbau“ beim Grazer Theater im Bahnhof tätig. Sie schrieb unter anderem gemeinsam mit Pia Hierzegger, Michael Ostrowski und weiteren an der Theaterserie „LKH“, die 2002 mit dem österreichischen Theaterpreis Nestroy in der Kategorie „Beste Off-Produktion“ ausgezeichnet wurde.
2012 zeichnete sie gemeinsam mit dem Publizisten Samuel Stuhlpfarrer für Drehbuch und Regie des Dokumentarfilms „Genosse Waditschki“ (Kamera: Sigmund Steiner) über das Leben des Grazer Widerstandskämpfers und Politikers Willi Gaisch verantwortlich.

## Preise
- 2022: Journalismuspreis "von unten" in der Kategorie Print.
Mit diesem Preis zeichnet die österreichische Armutskonferenz jährlich "tiefgründige und respektvolle Armutsberichterstattung" aus.[8]

- 2024: Concordia-Preis in der Kategorie Pressefreiheit[9]
- 2024: Elfriede-Grünberg-Preis der Welser Initiative gegen Faschismus[10]